# 이채정
이채정(1974년 6월 8일 ~)은 대한민국의 성우이며, 2004년 EBS 20기 공채 성우로 활동하다가, 2005년 KBS 31기 공채 성우로 이적했다.
- 같은 소속은 동명이인 선배가 있다.

## 주요 출연작품

### 애니메이션
- 갓슈벨 (챔프) - 마딜로
- 달려라 록키 (KBS) - 공주
- 안젤로가 최고야 1~2 (KBS, 애니원) - 셔우드
- 우바우바 마수필라미 (EBS) - 비비
- 임피 원더랜드 가다 - 핑
- 코끼리 친구 벤자민 (EBS) - 아기곰, 여우, 돌고래
- 클라나드 (애니박스) - 보탄 / 미야자와 유키네
- 토끼와 깍꿍 (EBS) - 아기, 나비

### 영화
- 굿' 바이: Good & Bye (KBS) - 미카 (히로스에 료코)
- 디파이언스 (KBS) - 하야(미아 바시코프스카)
- 말할 수 없는 비밀 (KBS) - 여학생(귀교강)
- 맘마미아! (KBS) - 리사 (레이첼 맥도웰)
- 블랙 벌룬 (KBS) - 재키(제마 워드)
- 블러프 (KBS) - 에밀리아 (아드리아나 로메로)
- 신의 손 (KBS) - 올가 토마스(조 벅)
- 유령작가 (KBS) - 코니 (데프니 알렉산더)
- 인 어 베러 월드 (KBS) - 엘리어스 (마르쿠스 리가드)
- 진주 귀걸이를 한 소녀 (KBS) - 마에르트게(애나 포플웰)
- 카운터피터 (KBS) - 아글레이아 (마리 보이머)
- 테이큰 (KBS) - 납치당한 여자(헬레나 소우베이란드) / 장 클로드의 아내(카밀 자피)
- 파이터 (KBS) - 소피 (몰리 블릭스트 에겔린트)

### 외화
- 셜록 (KBS) - 몰리 (루 브리얼리)
- 스캔들 (KBS) - 애비 (다비 스탠치필드)
- 폴링스카이 (KBS) - 매트 (맥심 나이트) / 루르드(세이셸 게이브리얼) / 사라(말리사 크레머)

### 방송
- TV유치원 파니파니 (KBS)